# Larca lata
Espèce
Synonymes
- Garypus latus Hansen, 1884
- Cheiridium tetrophthalmum Daday, 1889

Larca lata est une espèce de pseudoscorpions de la famille des Larcidae.

## Distribution
Cette espèce se rencontre au Royaume-Uni, aux Pays-Bas, en Allemagne, au Danemark, en Suède, en Lettonie, en Pologne, en Tchéquie, en Autriche, en Slovaquie, en Hongrie, en Roumanie et en Bulgarie.

## Systématique et taxinomie
Cette espèce a été décrite sous le protonyme Garypus latus par Hansen en 1884. Elle est placée dans le genre Larca par Chamberlin en 1930.

## Publication originale
- Hansen, 1884 : Arthrogastra Danica: en monographisk fremstilling af de i Danmark levende Meiere og Mosskorpioner med bidrag til sidstnaevnte underordens systematik. Naturhistorisk Tidsskrift, sér. 3, vol. 14, p. 491-554.